# 冷たい海/Start in my life
「冷たい海/Start in my life」（つめたいうみ/スタート・イン・マイ・ライフ）は、倉木麻衣の7枚目のシングル。2001年2月7日にGIZA studioから発売された。

## 概要
倉木にとって初の両A面シングル（ただし、オリコンチャート上は厳密には2作前の「Simply Wonderful」が初である）。また初の日本語題名。ちなみにシングル曲で曲名が歌詞に入っていないのは「冷たい海」が初めてである。「Start in my life」が『名探偵コナン』のエンディングテーマに使用された。
当初1曲目は「冷たい海」ではなく、後に11枚目のシングル「Winter Bells」のカップリングとなる「thankful」が収録される予定で、ジャケットは背景が赤いバージョンも用意されていた。

## 収録曲
（全作詞：倉木麻衣）
1. 冷たい海 – (4:43)
作曲：大野愛果、編曲：Cybersound
当時多発していた「少年犯罪」をテーマにしたシリアスな作品。冒頭の詞には「砂漠＝現在、咲く＝生きる、蒼い月＝地球、花＝子供たち」という意味が込められている。PVでは弾き語りを初披露している。モーニング娘。の元メンバーである高橋愛がオーディションでこの曲を歌い、好きな曲として挙げている。
2. Start in my life – (5:12)
作曲：大野愛果、編曲：Cybersound
よみうりテレビ制作・日本テレビ系アニメ『名探偵コナン』エンディングテーマ。
倉木自身の高校卒業と重ね合わせ、旅立ち（卒業）と新たな生活について歌っている。
3. NEVER GONNA GIVE YOU UP 〜Never Never Land mix one〜 – (5:42)
Remixed by Perry Geyer, Michael Africk
4. 冷たい海（Instrumental) (4:43)
5. Start in my life（Instrumental）(5:09)

## 参加ミュージシャン
- 倉木麻衣：Vocals & Backing Vocals

Additional Musician
- マイケル・アフリック：Backing Vocals (#1,2)、Keyboards (#1)
- ペリー・ゲイヤー：Computer Programming & Synthesizers (#1,2)
- 大野愛果：Additional Programming & Synthesizers (#1)
- ミゲル・サ・ペソア：Keyboards (#1)
- グレッグ・ハークス：Keyboards (#2)
- ジョニー・リスク：Guitars (#2)

## 収録アルバム
- Perfect Crime（#1,2）
- THE BEST OF DETECTIVE CONAN 2 〜名探偵コナン テーマ曲集2〜（#2）
- Wish You The Best（#1）
- ALL MY BEST（#1,2）
- MAI KURAKI BEST 151A -LOVE & HOPE-（#1）
- 倉木麻衣×名探偵コナン COLLABORATION BEST 21 -真実はいつも歌にある!-（#2）
- Mai Kuraki Single Collection 〜Chance for you〜（#1,2）

| テレビアニメ『名探偵コナン』エンディングテーマ 2001年1月8日 - 2001年5月7日 |                               |                           |
| 前作: GARNET CROW 「夏の幻」                                               | 倉木麻衣 「Start in my life」 | 次作: 倉木麻衣 「always」 |